# Хидетоки Такахаши
Хидетоки Такахаши (јап. 高橋 英辰; 11. април 1916 — 5. фебруар 2000) био је јапански фудбалер н тренер.

## Каријера
Током каријере играо је за Хитачи.
Био је тренер јапанске фудбалске репрезентације (1957 н 1960–1962).